# Chloraea praecincta
Chloraea praecincta är en orkidéart som beskrevs av Carlos Luis Spegazzini och Friedrich Fritz Wilhelm Ludwig Kraenzlin. Chloraea praecincta ingår i släktet Chloraea och familjen orkidéer. Inga underarter finns listade i Catalogue of Life.